# Кинжал (приток Тызыла)
Кинжал — река в России, протекает в Зольском районе Кабардино-Балкарской Республики. Длина реки составляет 10 км, площадь водосборного бассейна 53,2 км².
Начинается на восточном склоне горы Западный Кинжал на высоте 2651 метр над уровнем моря, течёт по ущелью в общем восточном направлении, в низовьях — через берёзовый лес. Устье реки находится в 17 км по левому берегу реки Тызыл.
Основной приток — река Казипсила — впадает слева.

## Данные водного реестра
По данным государственного водного реестра России относится к Западно-Каспийскому бассейновому округу, водохозяйственный участок реки — Баксан, без реки Черек. Речной бассейн реки — реки бассейна Каспийского моря междуречья Терека и Волги.
Код объекта в государственном водном реестре — 07020000712108200004673.